# Sustainpedaal
Het sustainpedaal (het rechterpedaal) is het meest gebruikte pedaal van een piano.  Door het sustainpedaal in te trappen worden alle dempers van de snaren gehaald waardoor eenmaal geraakte snaren blijven doorklinken (sustain=aanhouden). Ook zullen boventonen van lage snaren de nu vrij hangende hogere snaren in trilling kunnen brengen (resonantie).